# SC Bern
SC Bern – szwajcarski klub hokeja na lodzie z siedzibą w Bernie.

## Historia
W sezonie 2012/2013 na meczach Dynama w Mińsku zanotowano najwyższą frekwencję publiczności w rozgrywkach NLA i jednocześnie w całej Europie - 16 330 widzów.

## Sukcesy
- Złoty medal mistrzostw Szwajcarii: 1959, 1965, 1974, 1975, 1977, 1979, 1989, 1991, 1992, 1997, 2004, 2010, 2013, 2016, 2017, 2019
- Srebrny medal mistrzostw Szwajcarii: 1962, 1980, 1990, 1996, 2007, 2012
- Brązowy medal mistrzostw Szwajcarii: 1937, 1941, 1954, 1960, 1963, 1964, 1976, 1978
- Złoty medal Nationalliga B: 1958, 1969, 1972
- Srebrny medal Nationalliga B: 1957, 1985, 1986
- Brązowy medal Nationalliga B: 1971
- Puchar Szwajcarii: 1965, 2015, 2021